# Piękne Łąki
Piękne Łąki (Duits: Schönwiese) is een plaats in het Poolse woiwodschap Ermland-Mazurië, in het district Gołdapski. De plaats maakt deel uit van de stad- en landgemeente Gołdap en ligt net ten zuiden van de grens met het Russische Oblast Kaliningrad.